# Sinfonia antartica
Pour les articles homonymes, voir Symphonie no 7.
Sinfonia antartica (la « Symphonie antarctique ») est le titre italien donné par le compositeur britannique Ralph Vaughan Williams à sa septième symphonie. En réalité, il s’agit d’abord d’une œuvre de commande pour le film L'Épopée du capitaine Scott (sorti en 1948) ; mais le sujet inspire tant Vaughan Williams qu’il décide de retravailler sa composition pour en faire naître une symphonie à part entière. Terminée en 1952, cette symphonie dédiée à Ernest Irving (en) est créée dès l’année suivante à Manchester par le prestigieux Hallé Orchestra sous la direction de Sir John Barbirolli.
L’œuvre de Vaughan Williams a été composée pour grand orchestre avec trois flûtes jouant piccolos, deux hautbois, un cor anglais, deux clarinettes, une clarinette basse, deux bassons, un contrebasson, quatre cors, trois trompettes, trois trombones, un tuba, les timbales, une harpe, un piano, un célesta, un orgue et les cordes. Un chœur de femmes et une soliste soprano sont sollicités dans les premier et dernier mouvements.
Le scherzo est considéré comme un chef-d'œuvre absolu qui permet de classer cette symphonie comme une œuvre majeure du XXe siècle.